# Eszkilek
Az eszkilek a nyugati türköknél és a volgai bolgároknál előforduló törzsnév volt.

## Nyugati türkök
563-ban Hitvalló Theophanész szerint követek érkeztek Konstantinápolyba a khermikhionok – a türkök egyik perzsa neve – királyától Aszkel(tur)tól – a név végének olvasata bizonytalan. A kínai források szerint a nyugati Türk Birodalom 651-ben keleti (vagy bal) és nyugati (vagy jobb) szárnyra osztották tíz törzsüket, s ezek nevét is felsorolják a vezetőik címével együtt. A nyugati szárny öt törzse közül az első és a negyedik nevét Ligeti Lajos Äskäl-nek  olvasta. Az első törzs vezére, Äskäl kül erkin volt a leghatalmasabb, aki a legtöbb katonával rendelkezett. A kínai és bizánci források ugyanarra a törzsnévre utalhatnak, bár a köztük levő száz év miatt óvatosságra van szükség. Lakóhelyük valahol a kazak sztyeppén lehetett.

## Volgai bolgárok
A volgai bolgárokkal kapcsolatban ibn Fadlán három törzsük neve közül az egyiket Ask.l-nak nevezi, a Dzsajháni-hagyomány a második törzsük nevét adja meg így, ibn Ruszta viszont Asġ.l-nek, Bakri pedig a Hudúd al-Álam-ban Ašk.l-nek hívja őket.

## Kapcsolat a türkök és ősbolgárok között
A kapcsolat a türkök és ősbolgárok eszkiljei között az eleht, hogy az eszkilek jelentős szerepet játszhattak a nyugati türköktől elszakadó Kazár Birodalom megszervezésében, s betagozódtak a népei közé. Amikor azután a Kazár Birodalom fellazult, és a volgai bolgárok északra húzódtak a kazárok befolyása elől a Volga és a Káma vidékére, akkor az eszkilek egy része csatlakozott hozzájuk.

## Székelyek
A eszkilek neve a forrásokból Äskäl vagy Askal alakban olvasható, amit megpróbáltak összeegyeztetni a székelyek nevével, az összehasonlító nyelvészet szabályainak megfelelő megfeleltetés azonban nem lehetséges.